# 全国公安工作信息化工程
全国公安工作信息化工程，俗称金盾工程，是由中华人民共和国北京政府公安机关提出的全國性網路安全基礎建設工程。
“全国公安工作信息化工程”是中华人民共和国电子政务建设的12个重要系统建设项目之一。

## 历史
1994年底中华人民共和国公安部建成“国家犯罪信息中心”。
1998年4月3日，中央政法委书记罗干指出：“要有一个总体上的考虑，最终目标是实现全国联网。要考虑远一点。实现全国联网要包括省市以下的二、三级网。”“要建立一个对因特网的总监控管理中心。”
1998年8月9日，公安部部长贾春旺在国务院国阅[1998]84号文件上批示：“公安信息工作如何加快步伐，请研究提出意见，党委讨论。”
1998年9月22日，公安部部长办公会议通过研究，决定在全国公安机关开展全国公安工作信息化工程——“全国公安工作信息化工程”建设。
1999年4月20日，公安部向国家计委送交全国公安工作信息化工程立项报告和全国公安工作信息化工程项目建议书。 
2000年4月20日，公安部成立全国公安工作信息化工程领导小组及办公室。 
2001年4月25日，“全国公安工作信息化工程”经国务院批准立项。
5月30日，国家计委正式复函（计投资[2001]890号）公安部，确认“全国公安工作信息化工程”为国家建设项目。
7月11日，国家计委、公安部联合发出“国家计委、公安部关于全国公安工作信息化工程有关问题的通知”（计投资[2001]1264号）。
2003年9月2日，全国“全国公安工作信息化工程”会议在北京召开。
於2003年9月開工，2005年底完成，2006年11月16日，一期工程在北京正式通過國家驗收。其公開介紹是：為中华人民共和国公安部設計，處理中國公安管理的业务，涉外饭店管理，出入境管理，治安管理等的工程”。
2006年11月16日，“全国公安工作信息化工程”一期在北京正式通过国家验收，其为“为中华人民共和国公安部设计，处理中国公安管理的业务，涉外饭店管理，出入境管理，治安管理等的工程”。

## 全国公安工作信息化工程的内容和目的
全国公安工作信息化工程包括一个综合的、多层的、包括网络各个环节的封锁和监视系统，涉及技术（电信与网络服务提供商）、行政、公安、国安、宣传等很多部门的系统工程，关键是一个网络封锁与监视系统，可以用来看、听、及“思维”。总体工程规划五年内完成，分两期建设。

### 一期工程
一期工程重点建设好一、二、三级信息通信网络以及大部分应用数据库和共享平台等工程，周期定为三年。
据新华社报导，从2003年9月启动电讯监控工程“全国公安工作信息化工程”以来，公安部门已经把中国大陆96%的人口资讯输入到资料库中，也就是说，中国13亿人口中的12.5亿人的资讯已经存储在公安部门的资料库中。 经过三年的建设，一期工程已经完成了全国公安一、二、三级主干网和接入网的建设。这个网络已经覆盖了各级公安机关，中国大陆公安机关基层所队接入主干网的覆盖率达到了90%，每百名民警拥有联网电脑达40台。公安部说，一期工程的完成“明显地提升了公安战斗力”。
参与工程建设的有中国大陸清华大学和美国、英国、以色列等国的高科技公司。其中，美国的思科公司为中国大陸提供了大量的硬件设备，该公司也因此受到美国国会一些议员以及舆论的批评。 二期工程已经启动。预计2008年北京奥运会之前将全部完成所有工程的建设。
据中央电视台报道，至2002年為止，初期工程花費了人民幣六十四億元。 2002年12月6日，300位來自公安部全國31省市的公安廳、局全国公安工作信息化工程領導參加了「2002年中國大型機構信息化展覽會」。在展場中有很多西方高科技產品，包括網絡安全、錄像監視與人臉識別等工具。估計僱用了大約三萬名警察以维护该系统。有一套多層級系統，追蹤違反規定的網民。所有的網吧都必須裝上由警察提供或認可的監控軟件。以此来監控網吧內所有电脑的流量，甚至是每位用户的屏幕。這個系統也可以直接連繫警方網絡系統。網吧內的用戶上網前必須事先出示身份證。如果有「違法事件」發生，业主可以將肇事者的個人資料經由網絡立即送給警方。名义上是公安自动化系统，实际包括一个综合的、多层的、包括网络各个环节的网络封锁和监视系统，涉及技术（电信与网络服务提供商）、行政、公安、国安、宣传等多个部门的系统工程，其核心是一个网络封锁与监视系统，功能是能看、能听、能“思维”。
南京市公安局使用覆盖全市的计算机、无线通信、公安有线通信等公安信息支撑系统，基层单位全部被宽带接入公安网络，万余民警拥有电脑一万余台，全部一线民警能熟练操作警务综合信息系统，所有实战单位实现在网上办公办案。南京暂住人口信息采集率、准确率以及出租房屋登记率达到95%以上；旅馆住宿人员信息录入传输率达90%以上。南京市内破获刑事案件中有三分之一是通过警务综合信息系统破获的，通过警务综合平台，抓获80%网上在逃人员。因此在2006年11月16日，被公安部评为先进集体。

### 二期工程
2006年开始二期工程，主要任务是完善三级网及延伸终端建设，以及各项公安业务应用系统，逐步实现多媒体通信，全面实现公安工作信息化，周期暂定为两年。
在一期工程的基础上，进行扩充、扩展、完善和提高，增加公安业务信息应用类型，拓展公安信息系统的应用深度和广度，进一步提高公安工作信息化。重点集中在应用系统建设、系统整合以及信息中心的扩容完善和中西部省份的信息化建设。加强信息的整合、共享以及分析研判的系统正在规划中。将大大提高信息对于公安工作的支持。

### 综合监控系统
研究互联网、全球化和亚洲人权关系的独立研究员Greg Walton于2001年在加拿大人权与民主发展国际中心（International Centre for Human Rights and Democratic Development）发表了一篇报告《全国公安工作信息化工程：庞大的中国电讯监控工程》。该报告认为，全国公安工作信息化工程是一个对中华人民共和国公民进行综合监控的系统，分数据库和监控网络两部分。他猜测中国大陸當局正在开发或者计划从国外引进的有关技术包括：
- 语言识别技术，用于自动监听电话对话。
- 建立包括指纹的全国成年公民数据库。
- 建立全国性閉路電視系统，完善远程监视和自动面部识别的技术。
- 建立高保安度的光纤网络通讯系统。
- 用可以远程扫描（例如通过射频识别）的智能卡取代现有公民证。

将来（现在）已经在实施的有：
- 监听、截断、复位、审查中华人民共和国公民的网络活动。
- 监听电话、蓝牙传输、无线网络；
- 强制使用某些所谓的“过滤软件”来监控公民的桌面、文档。
- 要求某些软件公司提供软件使用中的记录，比如要求QQ、微信等社交软件上传聊天记录并扫描用户文件。

## 優勢
中国大陸當局称，该工程旨在提高公共安全部门的反应速度、工作效率和侦查破案水平，并增强各政府部门之间的信息共享。在2000年11月北京举行的“国际社会公共安全产品及警用装备博览会2000”上，公布的全国公安工作信息化工程范围包括：“出入口监控、反骇客入侵、通信安全、电子计算机配件和软件、解密和加密、电子商业安全、外联网和内联网保安、防火墙、网络通讯、网络安全和管理、安全操作、智能卡保安、系统安全、病毒察觉、信息科技有关服务”等

## 与防火長城的区别
防火長城与金盾没有关系，两者泾渭分明，有很多区别，可以简单总结为以下几点。
政治层面上，
1. 防火長城主要是宣传系统的工具，而金盾主要是公安系统的工具。
2. 防火長城的最初的主要需求来自各610办公室；而金盾的主要需求来自公安部门。
3. 防火長城主外，作网络海关用；而金盾主内，作侦查取证用。

而在技术层面上，
1. 防火長城依附于三个国际互联网出口，中国国内交换中心进行入侵防御，再扩散到一些放在ISP那里的路由以达到封锁IP与部分网站的效果，位置集中，设备数量少；而金盾则是进驻各大交换中心数据中心，无处不在，数量巨大。
2. 防火長城的科研实力雄厚，中华人民共和国国内研究信息安全的顶尖人才和实验室有不少在为其服务，比如哈工大的信息安全重点实验室、中科院计算所、北邮；而金盾的科研实力相对较弱，主要负责研发维护工作的公安系统的公安部第三研究所信息网络安全研发中心、国家反计算机入侵与防病毒研究中心都缺乏科研力量和科研成果。
3. 防火長城之父方滨兴没有参与全国公安工作信息化工程，工程院里支持全国公安工作信息化工程的是沈昌祥。

## 外部連結
- 时不我待：“全国公安工作信息化工程”前沿报道（页面存档备份，存于）
- 南京“全国公安工作信息化工程”受公安部表彰（页面存档备份，存于）
- 三台合一”引爆百亿“全国公安工作信息化工程”争夺战，存档于Archive.today（存檔日期 2012-11-30）
- 公安部信息通讯局总工马晓东关于全国公安工作信息化工程的讲话，2003年9月13日
- 十二金 政务信息化龙脉
- 全国公安工作信息化工程通過國家驗收（人民日報 2006年11月17日）